# San Fernando (Kalifornia)
San Fernando – miasto położone w San Fernando Valley, w północno-zachodniej części hrabstwa Los Angeles, w Kalifornii; założone 31 sierpnia 1911.